# Su Xun

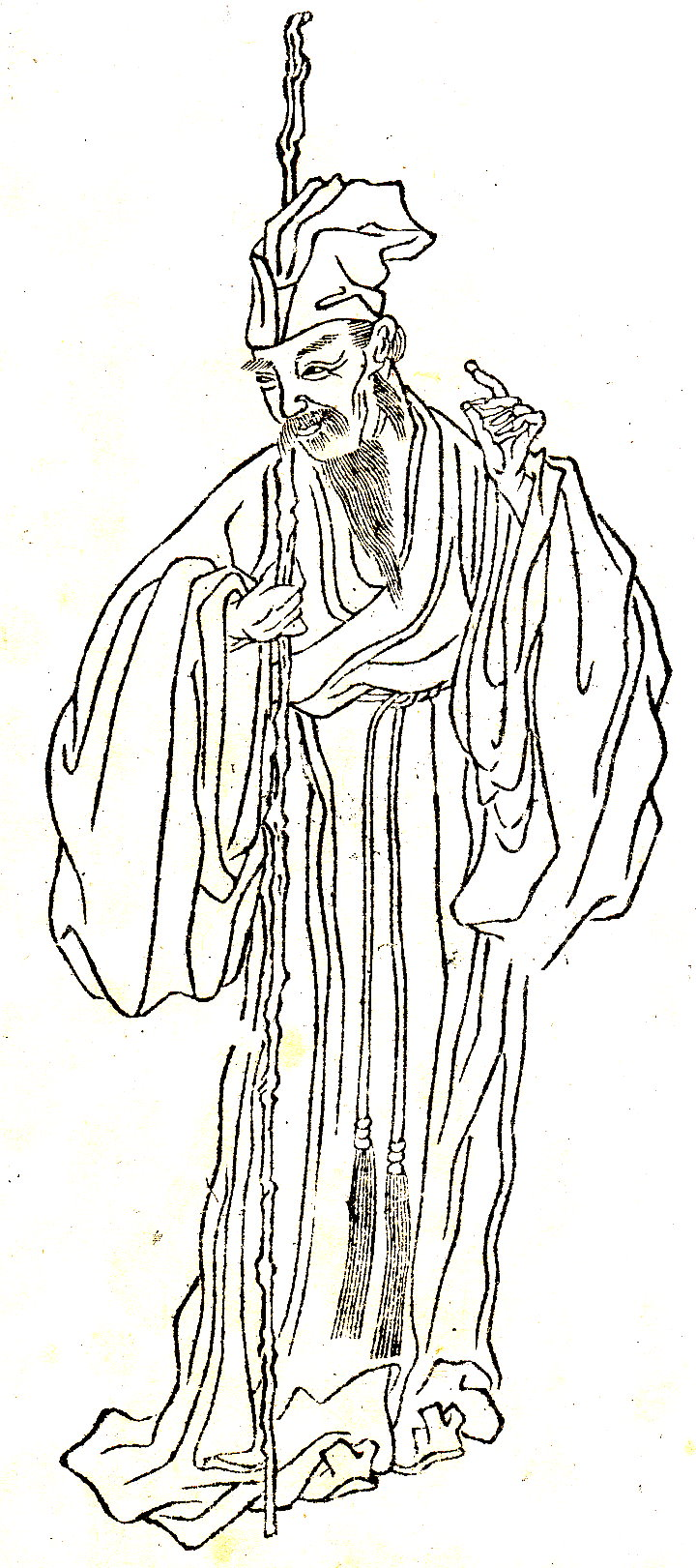
Su Xun.

Su Xun (en chino: 蘇洵, 22 de mayo de 1009 - 21 de mayo de 1066), nació en Meishan en la jurisdicción de la provincia de Sichuan (chino: 四川, pinyin: Sìchuān, forma tradicional: Szechwan). Poeta chino de la Dinastía Song y padre de la poetisa Su Xiaomei (960-1127)
En la tradición literaria, de vuelta al estilo clásico iniciada por Han Yu se prolongó en la dinastía Song con Ouyang Xiu y Su Xun, entre otros. Los ingeniosos ensayos de Su Xun se consideran el máximo logro del estilo clásico.
Por su brillante obra literaria, junto con Su Shi y Su Zhe, se construyó la "Tumba de los Tres Su", rodeada de un estanque de lotos y de un verde bambudal.
Ocho maestros de la prosa china
- Han Yu
- Liu Zongyuan
- Ouyang Xiu 歐陽修
- Su Xun 蘇洵
- Su Shi 蘇軾
- Su Zhe 蘇轍
- Wang Anshi 王安石
- Zeng Gong 曾鞏

- Datos: Q947039
- Multimedia: Su Xun / Q947039